# Melanotal·lita
La melanotal·lita és un mineral de la classe dels halurs. Rep el seu nom del grec per "negre" i "brot jove", per la propietat del mineral de convertir-se en verd sota l'exposició a la llum.

## Característiques
La melanotal·lita és un halur de fórmula química Cu₂Cl₂O. Cristal·litza en el sistema ortoròmbic.
Segons la classificació de Nickel-Strunz, la melanotal·lita pertany a «03.DA: Oxihalurs, hidroxihalurs i halurs amb doble enllaç, amb Cu, etc., sense Pb» juntament amb els següents minerals: atacamita, botallackita, clinoatacamita, hibbingita, kempita, paratacamita, belloïta, herbertsmithita, kapellasita, gillardita, haydeeïta, anatacamita, claringbul·lita, barlowita, simonkol·leïta, buttgenbachita, connel·lita, abhurita, ponomarevita, anthonyita, calumetita, khaidarkanita, bobkingita, avdoninita i droninoïta.

## Formació i jaciments
Va ser descoberta al Vesuvi, a la província de Nàpols (Campània, Itàlia). També ha estat descrita en altres dos volcans: el Tolbàtxik, a l'óblast de Kamtxatka, Rússia; i al dipòsit de Chahnaly del volcà Bazman, a la província de Sistan i Balutxistan, a l'Iran. No ha estat descrita en cap altre indret del planeta.